# Oscar Niemeyer

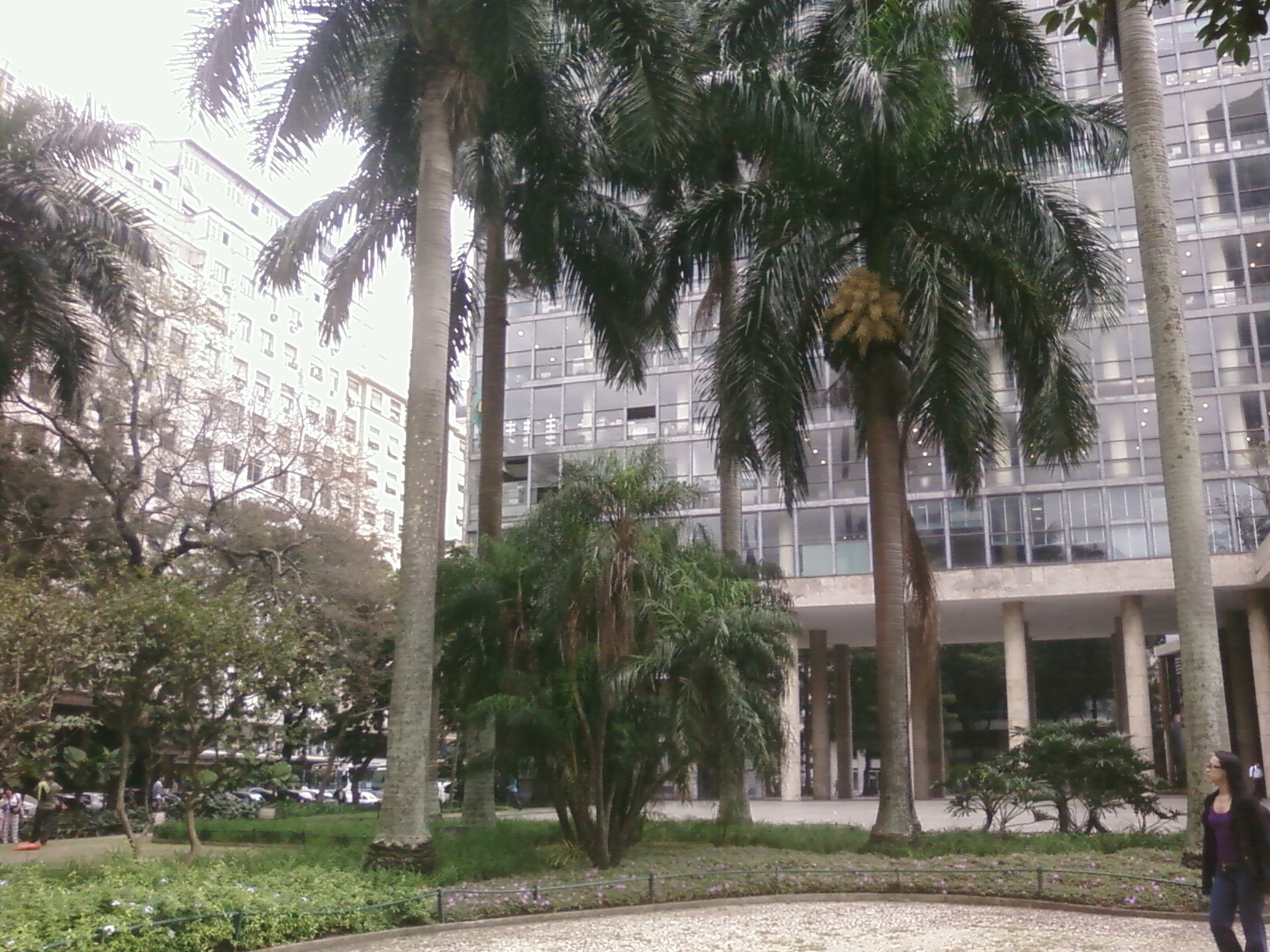
O. Niemeyer: Palácio Gustavo Capanema w Rio de Janeiro

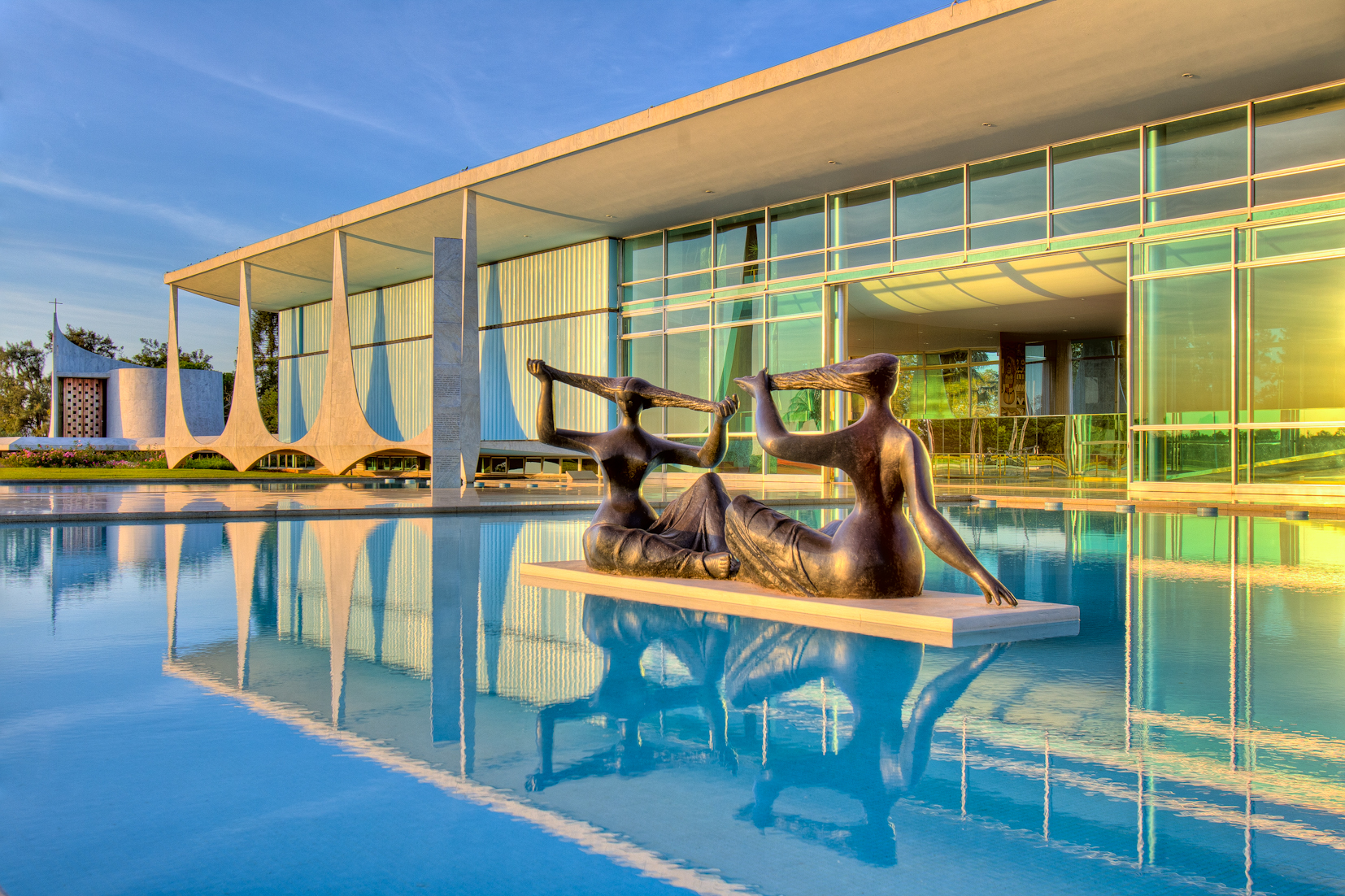
O. Niemeyer: Palácio da Alvorada w Brasilii

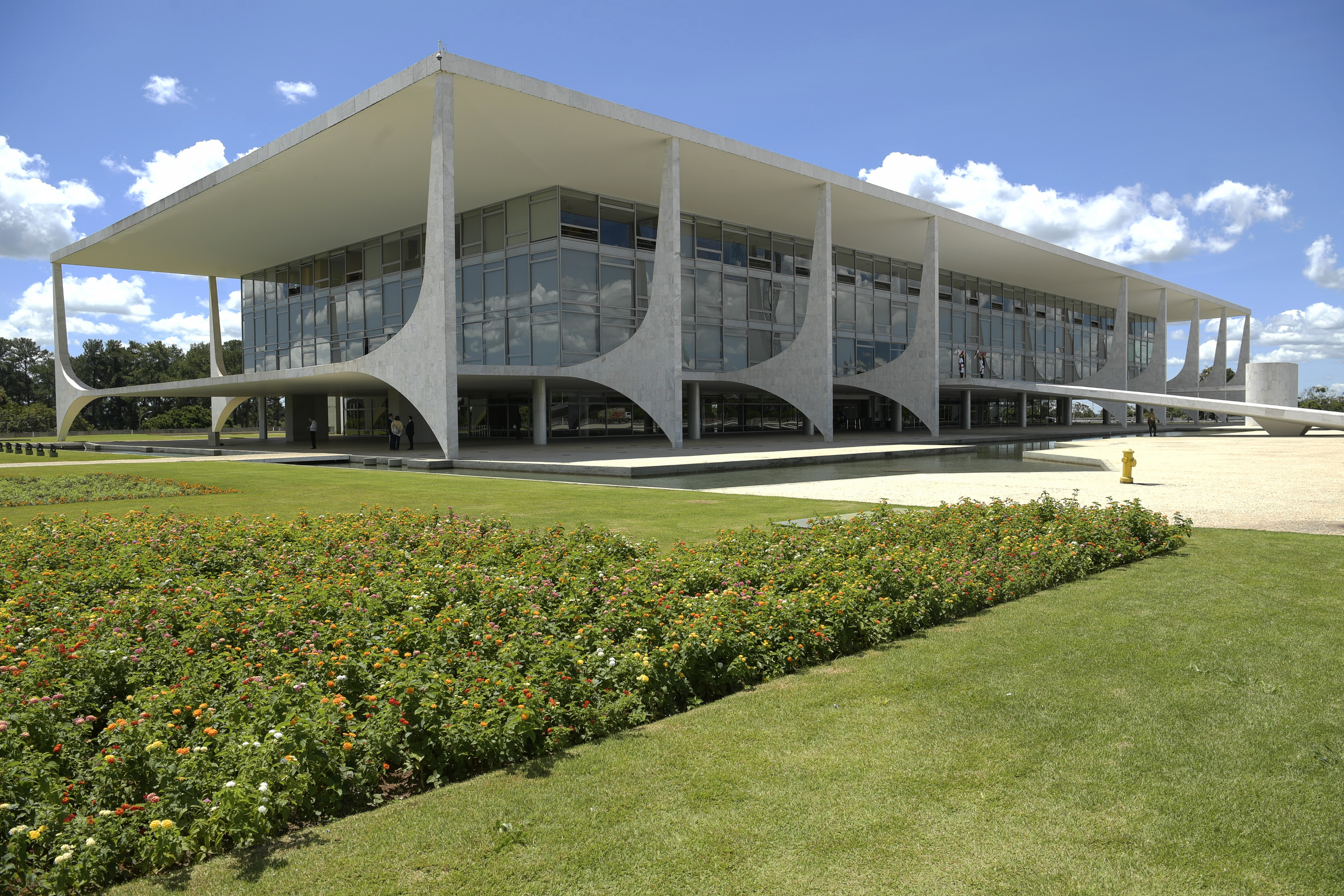
O. Niemeyer: Palácio do Planalto w Brasilii

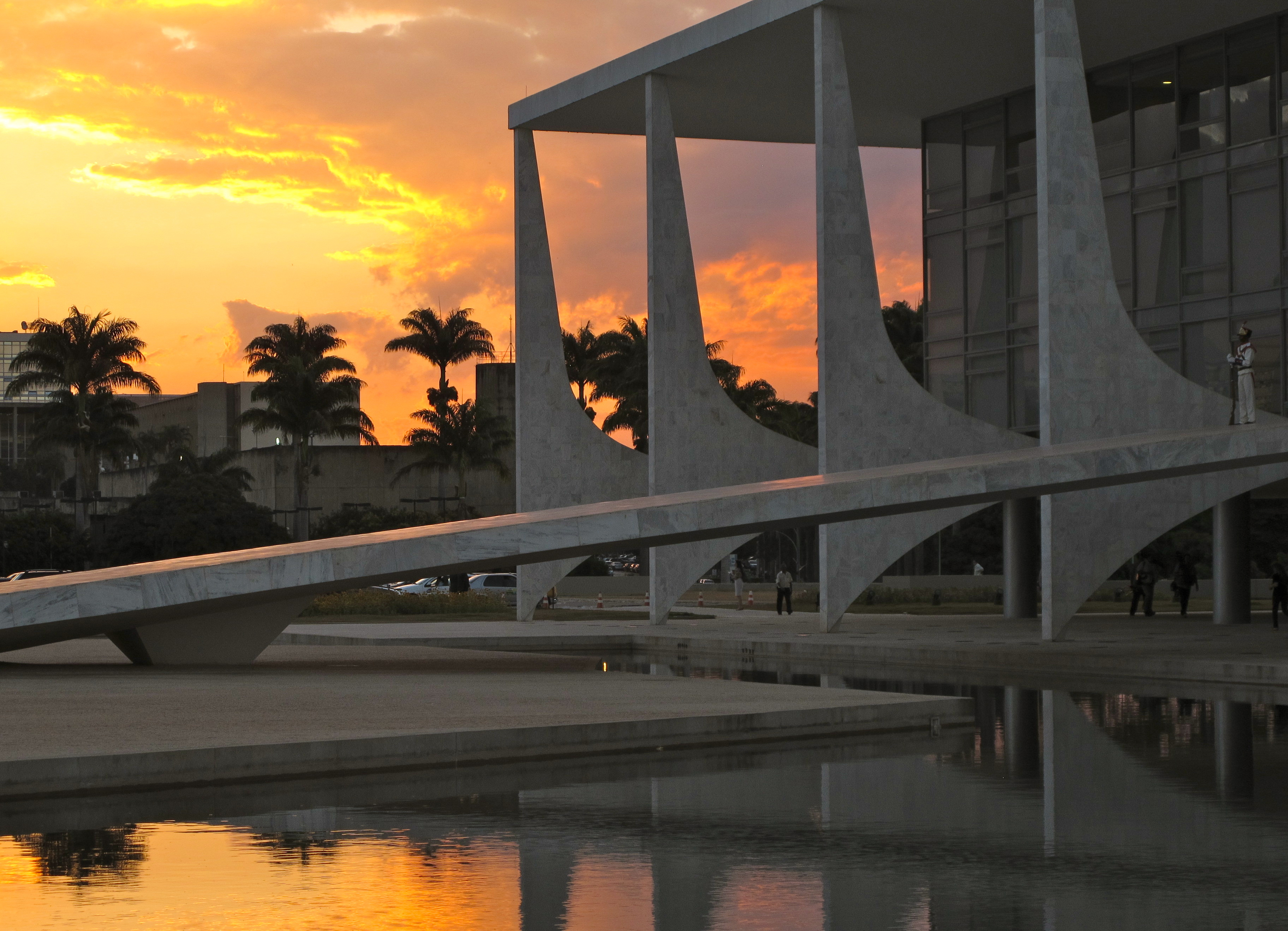
O. Niemeyer: Palácio do Planalto w Brasilii

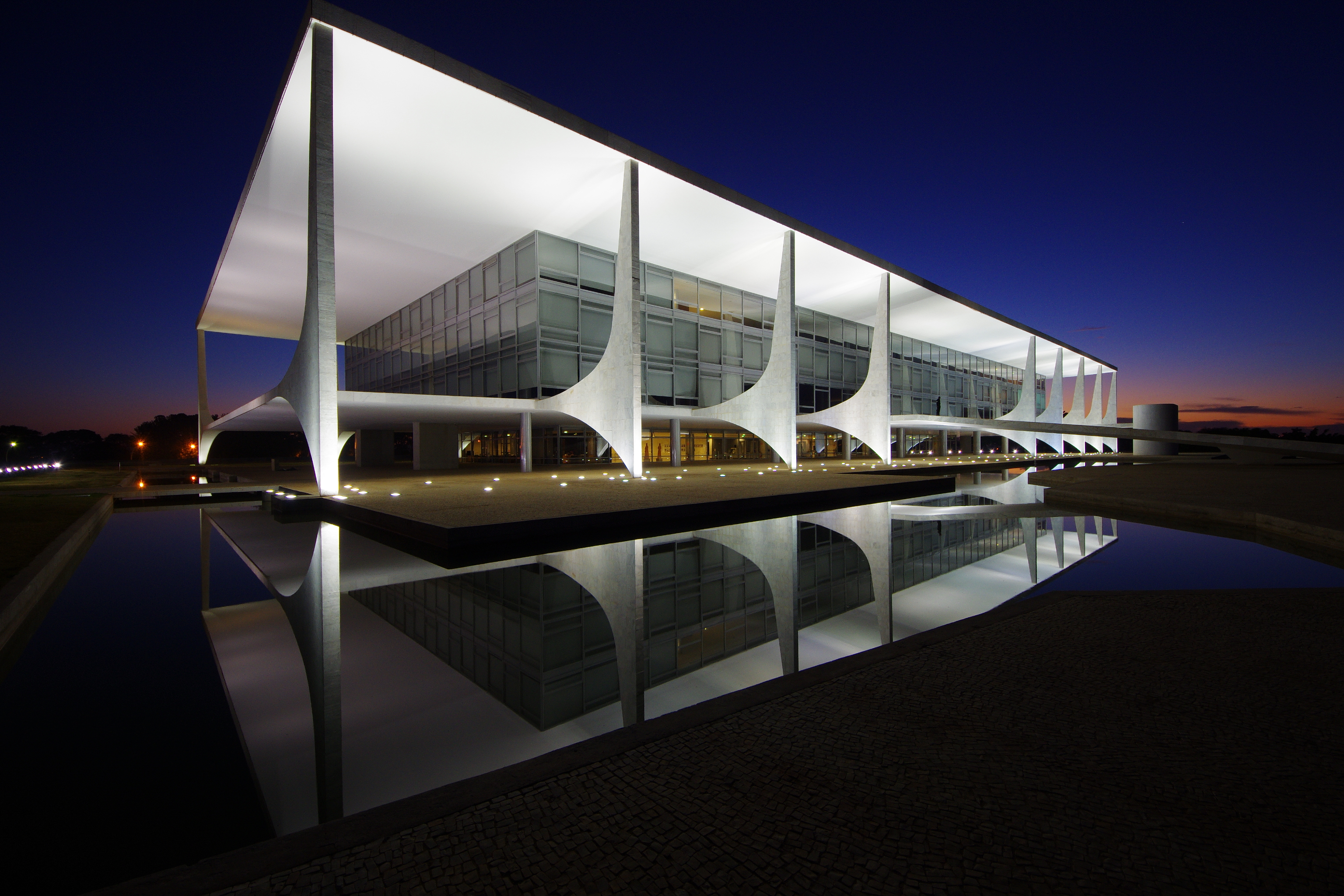
O. Niemeyer: Palácio do Planalto w Brasilii

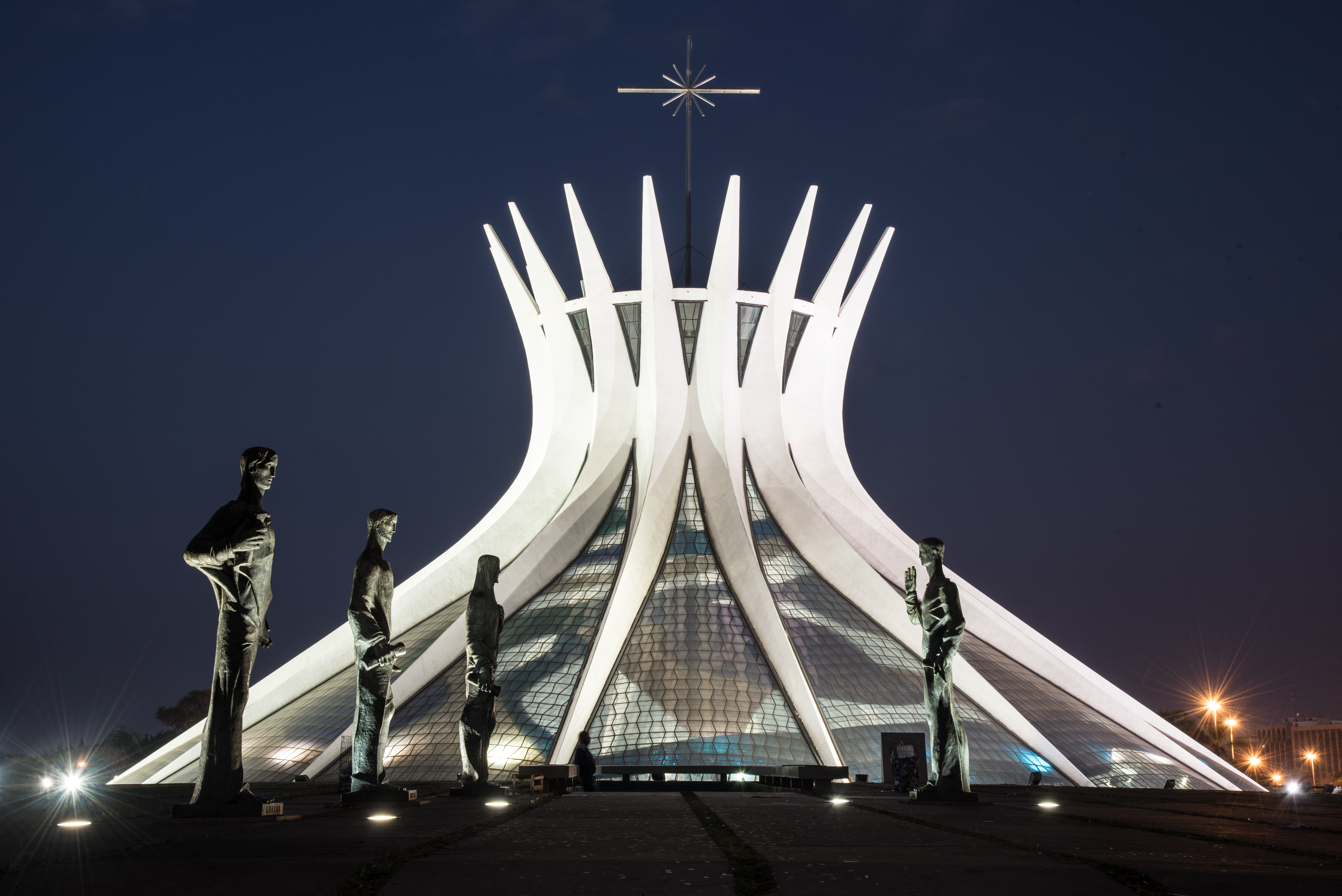
O. Niemeyer: Katedra w Brasilii
(fot. Victor Soares, Agência Brasil)

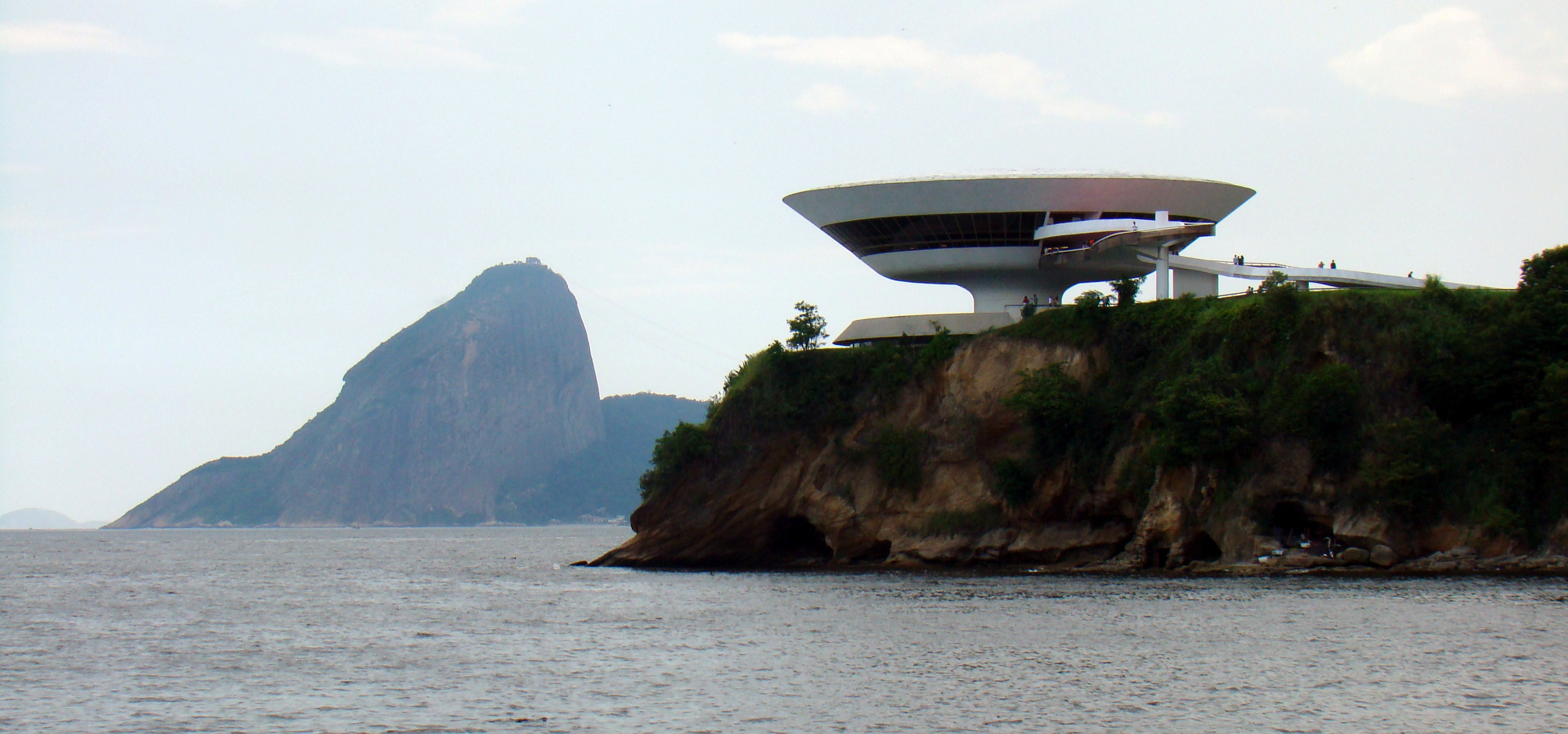
O. Niemeyer: Museu de Arte Contemporânea w Niterói

Oscar Niemeyer, właśc. Oscar Ribeiro de Almeida Niemeyer Soares Filho (ur. 15 grudnia 1907 w Rio de Janeiro, zm. 5 grudnia 2012 tamże) – brazylijski architekt, przedstawiciel światowej architektury modernistycznej; zaprojektował około 200 budynków i budowli.

## Życiorys
Niemeyer, wywodzący się z rodziny żydowskiego pochodzenia, dorastał w środowisku artystycznym. W 1934 ukończył studia w Narodowej Akademii Sztuk Pięknych (Escola Nacional de Belas Artes) w Rio de Janeiro, po czym mimo trudnych warunków materialnych zrezygnował z wynagrodzenia, praktykując w biurze renomowanych architektów nowoczesnych Lúcio Costy i Carlosa Leão. W 1936 Lúcio Costa został wybrany przez ministra edukacji Gustavo Capanemę na projektanta zespołu gmachów ministerstwa oświaty i zdrowia w Rio de Janeiro. W 1939 kierownictwo projektu przejął Niemeyer, współpracując z Lúcio Costą, Carlosem Leão, Affonso Eduardo Reidym, Jorge Moreirą oraz Ernanim Vasconcellosem. Konsultantem projektu był sławny już wówczas francuski architekt Le Corbusier. Niemeyer znalazł się pod silnym wpływem jego architektury. Szybko wytworzył jednak swój osobisty skulpturalny i abstrakcyjny styl, osadzający modernizm w miejscowym klimacie kulturowym.
W 1945 wstąpił do Brazylijskiej Partii Komunistycznej, której członkiem pozostał do roku 1990. Poglądy polityczne Niemeyera – zaangażowanego komunisty – mają duży wpływ na jego twórczość, lecz były również powodem poważnych perturbacji w życiu architekta. Niemeyer był aktywnym działaczem lewicowym. Po przejęciu władzy w Brazylii przez wojskową juntę został zmuszony do emigracji, którą spędził głównie we Francji. Przyjaźnił się z wieloma komunistycznymi liderami, m.in. z Fidelem Castro. Zaprojektował także siedzibę Francuskiej Partii Komunistycznej.
Po przejęciu w 1964 władzy w Brazylii przez juntę zakazano mu wykonywania zawodu, a w 1966 zmuszono do opuszczenia kraju, sugerując wyjazd do ZSRR. Architekt osiedlił się wówczas we Francji, odwiedził jednak ZSRR i wiele krajów bloku wschodniego. Stał się zaufanym przyjacielem wielu lewicowych polityków, w tym m.in. przywódcy Kuby Fidela Castro, który odwiedzał go później w jego atelier.
W latach 1947–1953 był delegatem do zespołu konsultantów projektu kwatery głównej ONZ. Początkowo zaaprobowano projekt urbanistyczny zasugerowany przez Niemeyera (nr 32), później jednak ugięto się pod presją zwolenników Le Corbusiera. Kompromisowy projekt 32/23 opracowany przez architektów Władimira Bodianskiego i Weissmanna włączał elementy koncepcji Le Corbusiera w projekt Niemeyera i cieszył się poparciem obu architektów. Ostatecznie zlecenie rozwinięcia koncepcji w projekt zespołu gmachów otrzymali Amerykanie Wallace Harrison i Max Abramovitz, Le Corbusier i Niemeyer zostali wyłączeni z dalszych prac. Niemeyera zaproszono jako wykładowcę na Uniwersytet Yale, jednak władze nie przyznały mu wizy. W 1953 został wybrany na dziekana wydziału projektowania na, uznawanym za lewicujący, Uniwersytecie Harvarda. Ze względu na działalność w Partii Komunistycznej amerykańskie władze ponownie odmówiły mu prawa do wjazdu.
Zaprojektował wiele budynków użyteczności publicznych i mieszkalnych. Najsłynniejszymi z jego projektów są budynki w nowej stolicy Brazylii – miasta Brasília (jedno z nielicznych nowych miast modernizmu XX wieku, inauguracja w 1960) z lat 1957–1964. Wszystkie projekty tamtejszych gmachów użyteczności publicznej pochodzą z pracowni Niemeyera, zaś projekt urbanistyczny miasta został opracowany przez jego mentora Lúcio Costę. W 1987 Brasília została przez UNESCO wprowadzona na listę dziedzictwa ludzkości.
W 1928 Niemeyer ożenił się z Annitą Baldo. Małżeństwo przetrwało 76 lat do jej śmierci w roku 2004, a Niemeyer ma z niego córkę Anę Marię. 16 listopada 2006 prawie 99-letni, owdowiały architekt ożenił się ponownie ze swoją młodszą o 38 lat sekretarką Verą Lucią.
Większość realizacji Niemeyera znajduje się w jego ojczyźnie. Do września 2003 w Londynie znajdował się zbudowany na podstawie projektu Niemeyera tymczasowy Pawilon Galerii Serpentine (Serpentine Gallery Pavillion) na styku Hyde Parku i Ogrodów Kensington. W początku XXI w. Niemeyer pracował m.in. nad kąpieliskiem dla Poczdamu, z którego jednak ze względów finansowych zrezygnowano.
Był laureatem wielu nagród, m.in. Leninowskiej Nagrody Pokoju (Związek Radziecki, 1963), złotego medalu American Institute of Architects (Stany Zjednoczone, 1970), Legii Honorowej (Francja, 1979), Nagrody Księcia Asturii (1989), Orderu Świętego Grzegorza Wielkiego (Watykan, 1990), Praemium Imperiale (Japonia, 2004) czy Nagrody Pritzkera (Stany Zjednoczone, 1988).

## Główne dzieła
- Palácio Gustavo Capanema (Ministerstwo Oświaty i Zdrowia) w Rio de Janeiro, przeszklony gmach unoszący się nad ziemią na słupach (fr. pilotis) aby nie zaburzać zastanego krajobrazu bogatego w palmy i oszczędzić miejsce w zatłoczonym centrum miasta, z dwoma ogrodami na dachach płaskich z widokiem na Atlantyk – z Le Corbusierem, Luciem Costą, Jorge Machado Moreirą i Afonso Eduardo Reidym, 1936–1945[5]
- dom Oswalda de Andrade w São Paulo, 1938
- pawilon brazylijski na Wystawie Światowej w Nowym Jorku, 1939
- restauracja i sala taneczna Casa do Baile w Pampulha koło Belo Horizonte, 1940
- Stadion Narodowy w Rio de Janeiro, 1941
- kościół São Francisco (św. Franciszka) w Pampulha, 1943
- teatr miejski w Belo Horizonte, 1946
- pawilon biennale w parku Ibirapuera w São Paulo, 1951
- gmach ONZ w Nowym Jorku (w komitecie doradczym), 1952
- własny dom Casa das Canoas, 1953[6]
- budynek wielorodzinny na wystawie Interbau w Berlinie, 1957
- budynki użyteczności publicznej w Brasílii, 1957–1964
  - katedra Matki Bożej z Aparecidy (uk. 1970)[7]
  - parlament
  - Palácio da Alvorada (rezydencja prezydenta ze stawem, boiskiem i basenem nad jeziorem) z 1958
  - Palácio Itamaraty (MSZ)
  - Ministerstwo Obrony
  - Ministerstwo Sprawiedliwości
  - Palácio do Planalto (oficjalna siedziba prezydenta, z mównicą i efektowną kładką nad stawem przy placu Trzech Władz) z 1960[8]
  - plac Trzech Władz
  - sąd najwyższy
- Siedziba Francuskiej Partii Komunistycznej – biurowiec i sala zebrań w Paryżu, 1965–1971
- wydawnictwo Mondadori-Segrate koło Mediolanu, 1968
- Uniwersytet w Constantine, 1968
- Hotel Narodowy w Rio de Janeiro, 1968
- centrum kultury w Hawrze, 1972
- wieża Eszkol w Hajfie, 1976
- biurowiec Sede Fata w Pianezzy koło Turynu, 1977–1979
- stadion Samba w Rio de Janeiro, 1983
- Tancredo – Nowy Panteon Wolności i Demokracji w Brasílii, 1985
- Pomnik Ameryki Łacińskiej w São Paulo, 1987
- Muzeum Sztuki Współczesnej w Niterói (Niterói Contemporary Art Museum), 1996
- Muzeum Sztuki w Kurytybie, 2002
- kasyno, Casino Park Hotel oraz centrum kongresowe w Funchal
- Serpentine Gallery Pavilion 2003 w Londynie, 2003
- hala koncertowa w São Paulo, 2004
- kąpielisko w Poczdamie, 2007 (projektowane)
- zaprojektował trofea wręczone na podium zwycięzcom wyścigu o Grand Prix Brazylii Formuły 1 na torze Interlagos w 2008 roku. Kształt trofeum nawiązuje do herbu Brasilii, stolicy Brazylii. Trofea zostały wykonane z ekologicznego materiału.
- Oscar Niemeyer International Cultural Centre w Avilés, 2010[9]